# Bahr al-Arab
Cet article concerne le cours d'eau du Soudan. Pour la mer d'Oman ou mer d'Arabie, voir Mer d'Arabie.
Cet article concerne le cours d'eau du Soudan. Pour le président du Soudan du Sud, voir Salva Kiir.
Le Bahr al-Arab ou Kiir est un cours d'eau d'environ 800 km de long qui parcourt le sud-ouest du Soudan, et fait d'ailleurs office de frontière avec le Soudan du Sud au niveau de l'état du Bahr el Ghazal occidental.
Il fait partie du système hydrologique du Nil en tant qu'affluent du Bahr el-Ghazal, lui-même affluent du Nil Blanc. 